# Lüssenhop (Familie)
Lüssenhop ist der Name einer alten und seit Jahrhunderten in Hannover bekannten Familie. Bereits während des Kurfürstentums Hannover und zu Beginn der Personalunion zwischen Großbritannien und Hannover besaß die Familie um 1730 eine Großkötnerstelle in Stöcken, dem erst knapp zweihundert Jahre später eingemeindeten Stadtteil der heutigen niedersächsischen Landeshauptstadt.

## Lüssenhopstraße
Mitten im Zweiten Weltkrieg wurde 1940 im hannoverschen Stadtteil Stöcken die von der Stöckener Straße zu Freudenthalstraße führende Lüssenhopstraße angelegt und nach der ehemaligen Stöckener Großkötnerfamilie benannt.

## Bekannte Familienmitglieder
- Zu Beginn der Weimarer Republik (1918–1933) trat der Fotograf Albert Lüssenhop als Schriftführer der Fotografeninnung zu Hannover oftmals gemeinsam mit deren Ersten Vorsitzenden Magnus Merck überregional in Erscheinung.[4] Lüssenhop, der 1929 unter der Adresse Limburgstraße 8 firmierte, hatte sein Unternehmen 1904 gegründet.[5]
- Der am 29. Mai 1936 in Hannover geborene und im hannoverschen Stadtteil Vahrenwald aufgewachsene Winfried Lüssenhop vertrat 1960 unter dem Künstlernamen Wyn Hoop als Schlagersänger die Bundesrepublik Deutschland beim Grand Prix Eurovision de la Chanson.[2]